# Хамведел
Хамведел (њем. Hamweddel) општина је у њемачкој савезној држави Шлезвиг-Холштајн. Једно је од 165 општинских средишта округа Рендсбург. Према процјени из 2010. у општини је живјело 498 становника. Посједује регионалну шифру (AGS) 1058071.

## Географски и демографски подаци
Хамведел се налази у савезној држави Шлезвиг-Холштајн у округу Рендсбург. Општина се налази на надморској висини од 7 метара. Површина општине износи 9,7 km². У самом мјесту је, према процјени из 2010. године, живјело 498 становника. Просјечна густина становништва износи 51 становника/km².